# Apple TV

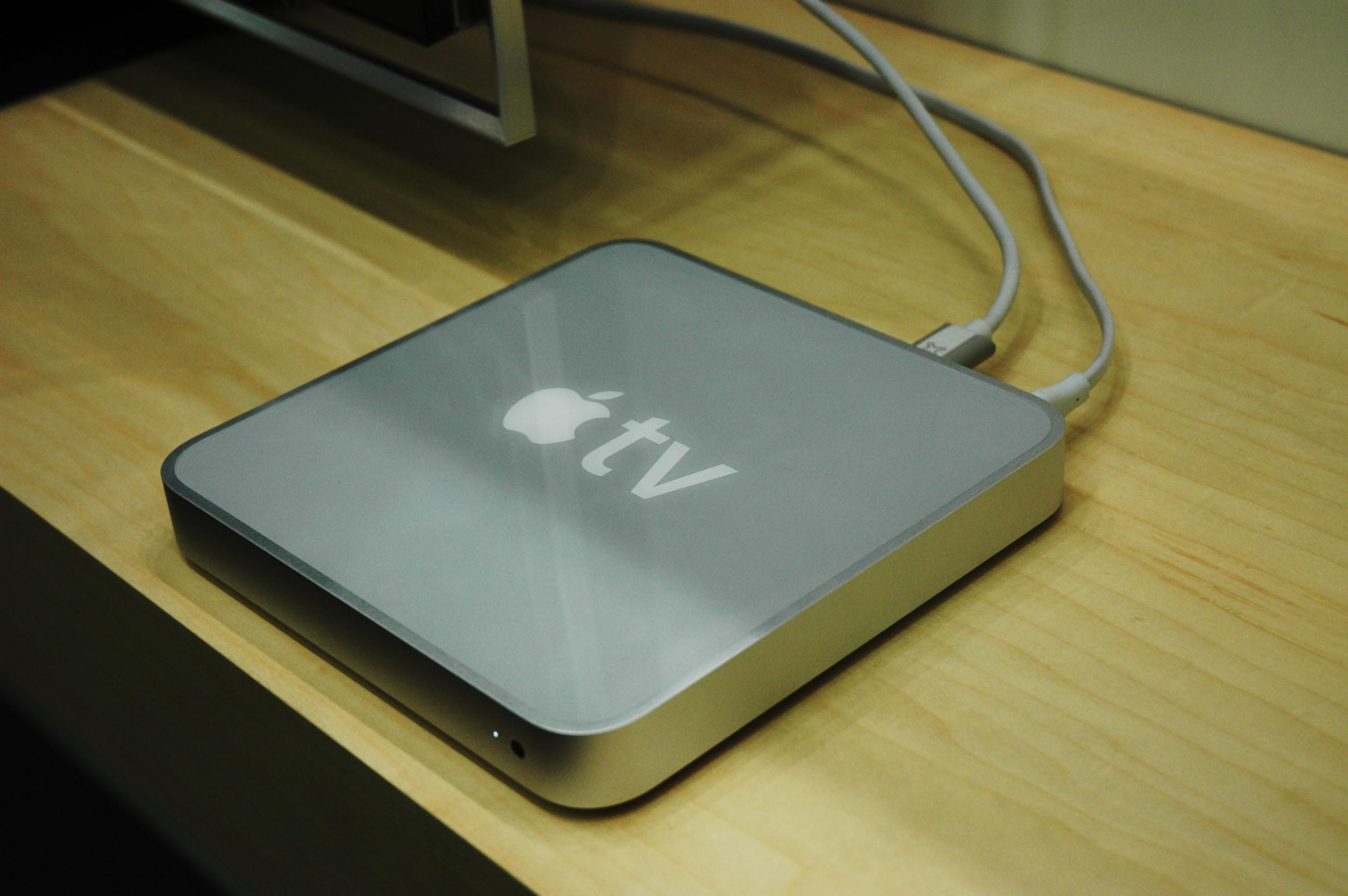
Apple TV di prima generazione

Apple TV (pubblicizzato come:  tv, Unicode: tv) è un media center prodotto da Apple con lo scopo di riprodurre la musica, i video ed i podcast presenti nella libreria di iTunes di un computer basato su macOS o Microsoft Windows. Visto il mai avvenuto decollo del prodotto, Apple ne sviluppa una nuova versione chiamata "Apple TV Take 2". Con questa Apple intende fare un passo indietro rispetto al concetto inizialmente sviluppato e trasformare questo dispositivo da "Computer-dipendente" a "Computer-indipendente": si possono comprare e/o noleggiare film su internet, anche in alta definizione, direttamente dalla propria TV; comprare canzoni; navigare sulle reti internet di ".Mac" e Flickr; guardare video su YouTube; guardare o ascoltare Podcast anche in alta definizione. Inoltre, si possono utilizzare i contenuti multimediali contenuti su più di 5 computer. Tutto questo rende Apple TV indipendente da qualsiasi computer.

## Sincronizzazione con iTunes
La sincronizzazione avviene utilizzando la rete wireless, che permette la connessione fra il dispositivo ed un computer che abbia installato iTunes. Tutti i dati della libreria vengono trasferiti sulla memoria flash da 8 GB di cui è fornita la Apple TV.

## Visualizzazione
I contenuti di Apple TV vengono visualizzati su una TV al plasma, uno schermo LCD o una TV utilizzando un'interfaccia rinnovata e molto intuitiva, simile in alcune parti a quella di Front Row. È possibile comandare il dispositivo attraverso il telecomando Apple Remote incluso, identico a quello fornito in dotazione con i normali computer Apple, oppure attraverso iPod touch, iPhone o iPad attraverso l'applicazione Remote disponibile su App Store.  è anche possibile comandare Apple TV anche attraverso una tastiera Bluetooth.

## Specifiche
"Apple TV Take 2" si basa su una versione di macOS semplificata e rivisitata funzionante su un processore Intel.
Le sue dimensioni per la prima generazione sono: 197×197, è alta 28 millimetri e pesa 1,09 chilogrammi. Da metà marzo 2007 è disponibile in America e in altri paesi al prezzo di 299 dollari attraverso l'Apple Store e tutti i negozi Apple. Dal febbraio 2008 in America, grazie all'inserimento del servizio "iTunes Movie Rentals", il costo è sceso a 229 dollari. Invece sul mercato italiano Apple TV restava a 119 € per la versione da 160 GB.
L'Apple TV 2, non più in commercio, aveva un costo in Italia di 119 €. La nuova Apple TV presentata il 7 marzo 2012 ha un prezzo di 109 €. Il 28 gennaio 2013 è stato pubblicato un aggiornamento hardware minore del processore per le nuove Apple TV prodotte, in modo tale da impedire il jailbreak tramite una falla hardware della CPU. Dal 18 giugno 2014 il prezzo della Apple TV è stato abbassato a 99 €. Le misure per la seconda e la terza generazione sono 98×98×27 millimetri e peso di 0,27 chilogrammi. In occasione della presentazione ufficiale dell'Apple Watch del 9 marzo 2015 il prezzo è stato ulteriormente ritoccato verso il basso: 79 € (69 $ in USA).
A settembre 2015 viene presentata la quarta generazione di Apple TV con il nuovo sistema operativo tvOS, con associato un app store che consente di scaricare applicazioni di terze parti per video, audio, giochi e altri contenuti. In dotazione un nuovo telecomando che consente la funzionalità a scorrimento per selezionare, al posto del pulsante di freccia del vecchio telecomando. Rispetto alle due generazioni precedenti, aumentano l'altezza che diventa 35 millimetri e il peso che sale a 425 grammi.
Il 12 settembre 2017 Apple ha annunciato la quinta generazione di Apple TV, denominata Apple TV 4K, che supporta l'uscita 2160p, HDR10, Dolby Vision e include un processore Apple A10X Fusion più veloce. Esternamente è simile al modello di quarta generazione, con le uniche differenze l'aggiunta di una presa d'aria sulla base, la rimozione della porta USB-C e l'aggiunta di un contorno bianco attorno al pulsante del menu sul telecomando Siri in dotazione. Dopo l'annuncio dei nuovi modelli, la versione da 64GB della quarta generazione di Apple TV è stata interrotta.
| Modello                           | Anno | CPU                        | RAM    | Memoria interna | Sistema operativo  | Sistema operativo    |
| Modello                           | Anno | CPU                        | RAM    | Memoria interna | Iniziale           | Attuale              |
| --------------------------------- | ---- | -------------------------- | ------ | --------------- | ------------------ | -------------------- |
| Apple TV                          | 2007 | Pentium M @1.0 GHz         | 256 MB | 40/160 GB       | OS X 10.4.7        | OS X 10.4.7          |
| Apple TV (seconda generazione)    | 2010 | Apple A4 @1 GHz            | 256 MB | 8 GB            | Apple TV (iOS) 4.1 | Apple TV (iOS) 6.2.1 |
| La Nuova Apple TV                 | 2012 | Apple A5 @1 GHz            | 512 MB | 8 GB            | Apple TV (iOS) 5.1 | Apple TV (iOS) 7.5   |
| Apple TV (terza generazione)      | 2013 | Apple A5 @1 GHz            | 512 MB | 8 GB            | Apple TV (iOS) 6.1 | Apple TV (iOS) 8.4.1 |
| Apple TV HD                       | 2015 | Apple A8 @1.4 GHz          | 2 GB   | 32/64 GB        | tvOS 9.0           |                      |
| Apple TV 4K                       | 2017 | Apple A10X Fusion @2.3 GHz | 3 GB   | 32/64 GB        | tvOS 11            |                      |
| Apple TV 4K (seconda generazione) | 2021 | Apple A12 Bionic @2.49 GHz | 3 GB   | 32/64 GB        | tvOS 14.5.1        |                      |
| Apple TV 4K (terza generazione)   | 2022 | Apple A15 Bionic @3.23 GHz | 4 GB   | 64/128 GB       | tvOS 16            |                      |

## Sistema operativo
Il sistema operativo della Apple TV (2G e 3G) è basato su una versione modificata di iOS, mentre sulla Apple TV di prima generazione il sistema era basato su una versione modificata di Mac OS X Tiger.
Le ultime versioni dell'OS disponibili delle varie generazioni di Apple TV sono:
- 1G: 3.0.2 (basato su Mac OS X Tiger, pubblicato il 10 febbraio 2010);
- 2G: 6.2.1 (basato su iOS 7.1.2, pubblicato il 30 giugno 2014);
- 3G e 3G (Rev. A): 7.2.2 (basato su iOS 8.4.2, rilasciato l'8 aprile 2015);
- 4G - 4K HDR (basato su iOS 13 e su macOS Catalina, rilasciato a settembre 2019).

## Ricezione
Alcuni consideravano l'idea di Apple TV come una copia del già presente Windows Media Center, ma quando tali voci giunsero a Steve Jobs, CEO di Apple, questi ha risposto mostrando la grande differenza fra un telecomando Media Center ed uno Apple.
La ditta di Cupertino aveva già sperimentato un media center di questo genere con l'Apple Set Top Box, ma il progetto non venne portato a termine. Quando Apple ha introdotto "Apple TV Take 2", rivoluzionando il precedente dispositivo, la ricezione del pubblico è cambiata.